# Cornelius Sim
Cornelius Sim (Seria, 16 september 1951 – Taipei, 29 mei 2021) was een Bruneis geestelijke en een kardinaal van de Rooms-Katholieke Kerk.

## Levensloop
Sim studeerde aan de universiteit van Dundee (Schotland), waar hij ingenieur werd, en daarna theologie aan de Franciscaanse universiteit van Steubenville (Ohio, VS), waar hij in 1988 een master behaalde. Na zijn terugkeer naar Brunei werd hij op 26 november 1989 priester gewijd. Vervolgens verrichtte hij pastorale werkzaamheden in Brunei; in 1995 werd hij benoemd tot vicaris-generaal.
Op 21 november 1997 werd de apostolische prefectuur van Brunei ingesteld, waarbij Sim benoemd werd als eerste apostolisch prefect. Toen de prefectuur op 20 oktober 2004 werd omgezet in een apostolisch vicariaat, werd Sim benoemd als eerste apostolisch vicaris. Hij werd tevens benoemd tot titulair bisschop van Putia in Numidia; zijn bisschopswijding vond plaats op 21 januari 2005.
Sim werd tijdens het consistorie van 28 november 2020 kardinaal gecreëerd. Hij kreeg de rang van kardinaal-priester. Zijn titelkerk werd de San Giuda Taddeo Apostolo; het was de eerste keer dat aan deze kerk een titelkardinaal werd toegewezen.
Sim overleed op 69-jarige leeftijd aan een hartstilstand tijdens een behandeling voor kanker.